# شهرستان ساموئیل
شهرستان ساموئیل (به بلغاری: Samuil Municipality) یک شهرستان در بلغارستان است که در استان رازگراد واقع شده‌است. شهرستان ساموئیل ۲۵۰٫۲۹ کیلومتر مربع مساحت و ۷٬۵۲۲ نفر جمعیت دارد.